# Câble Twinax
Pour les articles homonymes, voir câble.

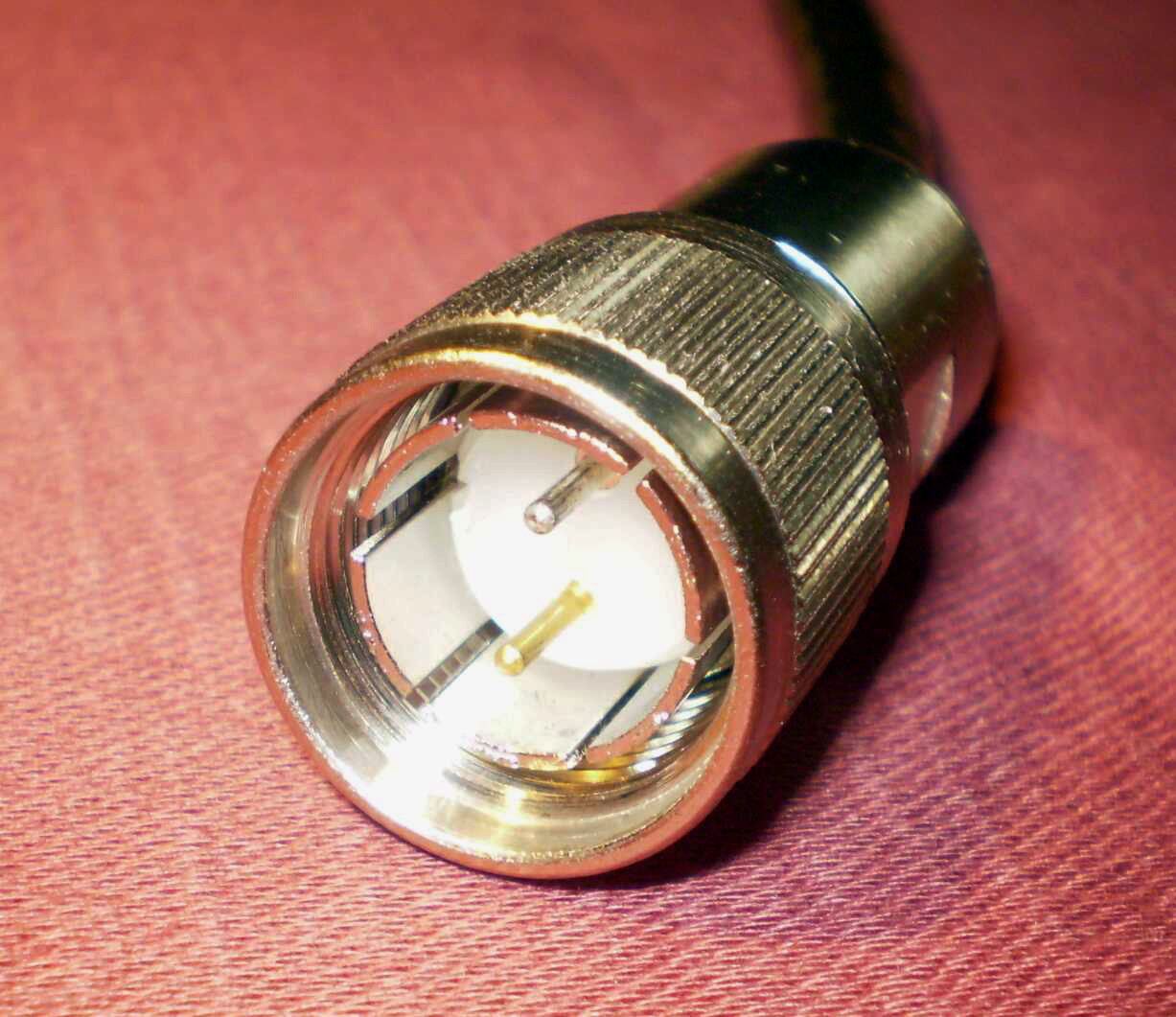
Fiche Twinax

Un câble Twinax est un câble semblable au câble coaxial, mais doté de deux conducteurs internes au lieu d’un seul. Grâce à son efficacité et son coût limité, son utilisation redevient répandue (en 2013) pour les applications de signalisation différentielle à grande vitesse et à très courte portée.

## Origines

### Conception
Le câble Twinax a été conçu au départ par IBM pour remplacer le câble série RS-232 avec une vitesse de 1 Mb/s.

### Évolutions
IBM continue de déposer des brevets d’invention pour des variantes de câbles Twinax, par exemple le brevet US 20090229850 A1, dont la date de dépôt est le 11 mars 2008, et dont les inventeurs sont Moises Cases, Bhyrav M. Mutnury et Bruce J. Wilkie, introduisant un câble Twinax pouvant opérer entre 7 et 9 GHz. Moins de 2 mois plus tard, c’est le tour du brevet US 7479601 B1, dont la date de dépôt est le 6 mai 2008, avec les 3 mêmes inventeurs et un quatrième qui s’appelle Daniel N. De Araujo. 
D’autres compagnies introduisent également des variantes du Twinax, comme 3M avec le brevet US 20060254805 A1 pour un câble de « profil bas» pouvant transmettre des signaux au-delà de 100 MHz, déposé le 25 mai 2005, et dont les inventeurs sont Richard Scherer et Denis Springer. Il y a le taïwanais Hon Hai (Foxconn) avec le brevet US 6273753 B1 du 19 octobre 2000, dont l’inventeur est David Tso-Chin Ko, introduisant un câble Twinax pouvant fonctionner avec des écrans à cristaux liquides.  Ou encore Panduit Corp. avec le brevet WO 2012078489 A1 du 5 décembre 2011, portant les noms d’inventeurs Masud Bolouri-Saransar et Ronald A. Nordin, permettant d’utiliser 20 paires de câble Twinax pour construire un câble Ethernet de 100 Gigabit/s.

## Utilisations historiques

### IBM
Historiquement, Twinax était le câble spécifié pour les terminaux IBM 5250 et imprimantes, et aussi d’autres ordinateurs IBM comme le System/34, System/36, System/38 et les AS/400. 
Ses principaux avantages étaient la haute vitesse (1 Mbit/s par rapport à 9600 bit/s au moment de son introduction) et la multiplicité des dispositifs adressables par connexion. Son principal inconvénient est l'obligation d’un câblage Twinax propriétaire avec des connecteurs encombrants. Avec Twinax sept dispositifs peuvent être adressés, en tant qu’adresses de postes de travail 0 à 6. Ces dispositifs peuvent ne pas être séquentiels.
Les câbles Twinax doivent fonctionner en topologie en bus qui nécessite des bouchons de terminaison pour fonctionner correctement. La plupart des connecteurs Twinax en T ont automatiquement une fonction de bouchon de terminaison (adaptateurs d'impédance, pour éviter la réflexion des signaux). Pour une utilisation dans les bâtiments câblés avec des câbles de catégorie 3 ou supérieure en paires torsadées, il y a des baluns qui convertissent les câbles Twinax en paires torsadées et des concentrateurs qui convertissent une topologie en bus en une topologie en étoile.
En 1988, les câbles Twinax utilisés pour les IBM 5250 peuvent adresser jusqu’à 8 dispositifs sur une distance de plus de 1500 mètres.

### NEC
Les câbles Twinax sont utilisés avec des systèmes NEC Astra.

## Utilisations modernes (décennie 2010)

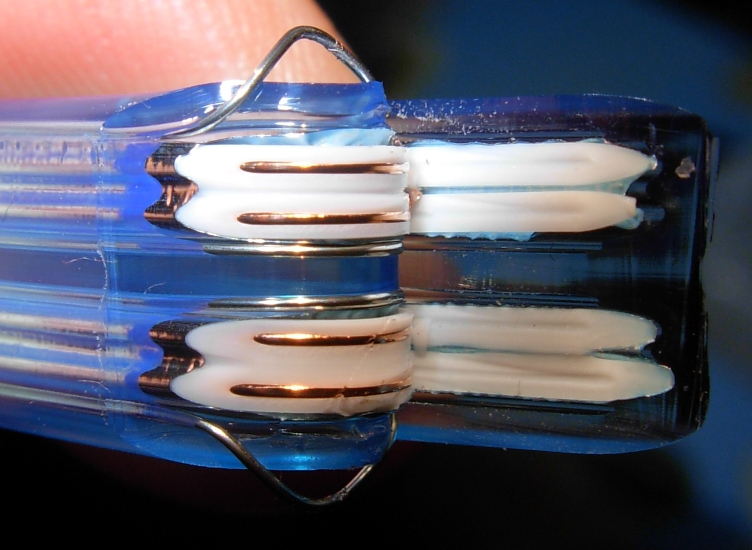
Coupe d’un câble SATA-3, montrant les conducteurs Twinax doublés pour les paires différentielles.

### DisplayPort
De nombreux fabricants de câbles DisplayPort (reliant ordinateurs et écrans, ou encore employés en home cinema) utilisent des configurations Twinax pour contenir des pertes de signaux, et répondre aux exigences en diaphonie pour le débit de 2,7 Gigabit/s.

### Militaires
Les câbles Twinax sont utilisés dans la norme MIL-STD-1553 qui est adoptée par l’OTAN.

### Nexans
Les câbles Twinax 100 ohms fournis par Nexans sont utilisables pour les transmissions haut débit de type Storage Area Network, Serial ATA, Infiniband, 10 Gigabit Ethernet, et 10Gigabit Fiber Channel. 

### SATA-3
Certains câbles SATA-3 sont implémentés en utilisant du câble Twinax.

### Câble réseau cuivre à connexion directe «DAC»

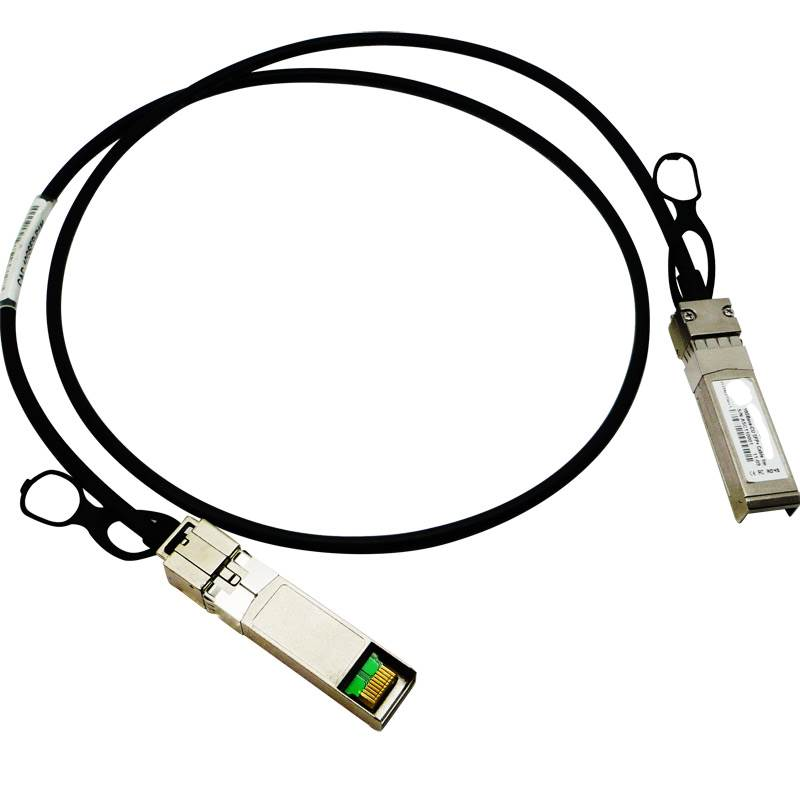
Câble Twinax avec SFP+

C’est un câble en cuivre qui se présente en tant que câble Twinax actif ou passif et qui se connecte directement au logement du transceiver de l'équipement réseau. Cette connectique est souvent appelée DAC (Direct Attach Copper). 
Elle existe notamment en: 
- 10 Gigabit Ethernet à connecteurs SFP+ ; standard 10GSFP+Cu (norme SFF-8431 du Small Form Factor Committee)[8]
- 40 Gigabit Ethernet à connecteurs QSFP+ ; standard 40GBASE-CR4 (norme 802.3ba de l'IEEE)
- 100 Gigabit Ethernet : 
  - à connecteurs CXP ; standard 100GBASE-CR10 (norme 802.3ba de l'IEEE)
  - à connecteurs QSFP28 ; standard 100GBASE-CR4 (norme 802.3bj de l'IEEE)

Le câble Twinax actif a des composants électroniques dans le logement du transceiver pour améliorer la qualité des signaux ; le câble Twinax passif est un simple « fil » dénué de composants pouvant redresser les signaux. D’une manière générale, les câbles de moins de 5 mètres de long sont des passifs, et les autres sont actifs. Mais chaque vendeur a ses règles spécifiques. 
Ce produit existe chez plusieurs constructeurs de matériels réseaux. Ce type de connexion est capable de transmettre à la vitesse de 10 gigabits par seconde en full duplex sur des distances de quelques mètres. Il offre des temps de latence émetteur-récepteur (transceiver latency) de 0,1 µs, ce qui est 15 à 25 fois meilleur que le système de câblage 10GBASE-T CAT6/CAT6a/CAT7 (1,5 à 2,5 μs). La consommation électrique d’un câble Twinax avec SFP + est d'environ 0,1 watt, ce qui est aussi beaucoup mieux que de 4 à 8 watts pour 10GBASE-T.
Comme toujours avec le câblage, un des points à considérer est le taux d'erreur mesuré à la réception d'une transmission numérique (le B.E.R. ou Bit Error Rate). Le câblage Twinax en cuivre a un B.E.R. plus petit que 10−18 selon Cisco, ce qui est acceptable pour les applications dans les environnements critiques.